# FK Austria Viena
FK Austria Viena (germană Austria Wien; pronunție în germană [ˈaʊ̯stʀiə viːn]) este un club de fotbal profesionist din Viena, Austria, care evoluează în Bundesliga. Este unul dintre cele mai titrate cluburi austriece având în palmares nu mai puțin de 23 de titluri de campioni, 27 de cupe, 6 supercupe ale Austriei, iar la nivel internațional prezența în finala Cupei Cupelor din 1978 și în semifinale Cupei Campionilor Europeni din 1980.

## Istorie

### Perioada interbelică
FK Austria Viena a fost fondat la data de 15 martie 1911 sub numele de Wiener Amateur SV, de către jucători și conducători ai clubului Vienna Cricket and Football Club. Culorile clubului au fost alb-violet. Primul titlu de campioni avea să fie cucerit în anul 1924. Doi ani mai târziu, clubul și-a schimbat numele în FK Austria Viena. De altfel în același an, alb-violeții au cucerit cel de-al doilea titlu din istorie.
Anii '30 ai secolului XX reprezintă cea mai glorioasă perioadă a clubului, culminând cu cucerirea a două trofee a Cupei Mitropa în 1933 și 1936. Din acea echipă făcea parte și cel mai mare fotbalist austriac al tuturor timpurilor, Matthias Sindelar.
Perioada de succes a clubului a fost întreruptă de Anexarea Austriei de către Germania Nazistă în 1938, Austria Viena fiind considerată o echipă cu conexiuni evreiești. Astfel, pe 23 ianuarie 1939 Matthias Sindelar a murit în apartamentul său, intoxicat cu monoxid de carbon. Acesta refuzase să joace pentru reprezentativa Germaniei Naziste, acuzând mai multe accidentări și în cele din urmă retragerea de la echipa națională. Între 1938 și 1945, echipa a jucat în prima divizie, Gauliga Ostmark, dar nu a terminat niciodată mai sus de locul șase. Autoritățile naziste au ordonat schimbarea numelui în Sportclub Ostmark Wien pe 12 aprilie 1938 pentru a-l germaniza, însă clubul a revenit la vechiul nume pe 14 iulie 1938.

### Perioada postbelică
În anul 1949, FK Austria Viena a cucerit primul titlu după o pauză de 23 de ani, pe care a reușit să și-l păstreze și sezonul următor. Cel de-al cincelea titlu a venit în anul 1953. Clubul a câștigat între anii 1960 și 1993 16 nu mai puțin de 16 titluri de campioană, începând chiar cu 3 titluri consecutive (1961, 1962, 1963). Din sezonul 1973-1974, Wiener AC a format o echipă comună cu FK Austria Wien, numită FK Austria WAC Wien, care a rezistat până în sezonul 1976–1977 când Austria Viena a decis revenirea la denumirea tradițională a clubului.
Anii '70 au reprezentat începutul unei noi ere pline de succes. Între anii 1970 și 1976, clubul nu a cucerit niciun trofeu, întrucât se formase o perspectivă de viitor, iar lotul fiind format doar din tineri. Cele opt titluri în 11 sezoane între 1975 1986 au reafirmat dominanța echipei. După câștigarea Cupei Austriei în 1977, Austria Viena a ajuns în finala Cupei Cupelor din 1978, pe care a pierdut-o 4-0 contra echipei belgiene, RSC Anderlecht. În sezonul următor, clubul a jucat în Cupa Campionilor Europeni, ajungând până în semifinale, ratând calificarea în finală din cauza înfrângerii cu 1-0 în fața formației suedeze Malmö FF. Iar, în sezonul 1982–1983, Austria Viena a ajuns în semifinale Cupei Cupelor, unde a fost eliminată de către Real Madrid.

### Istoria recentă

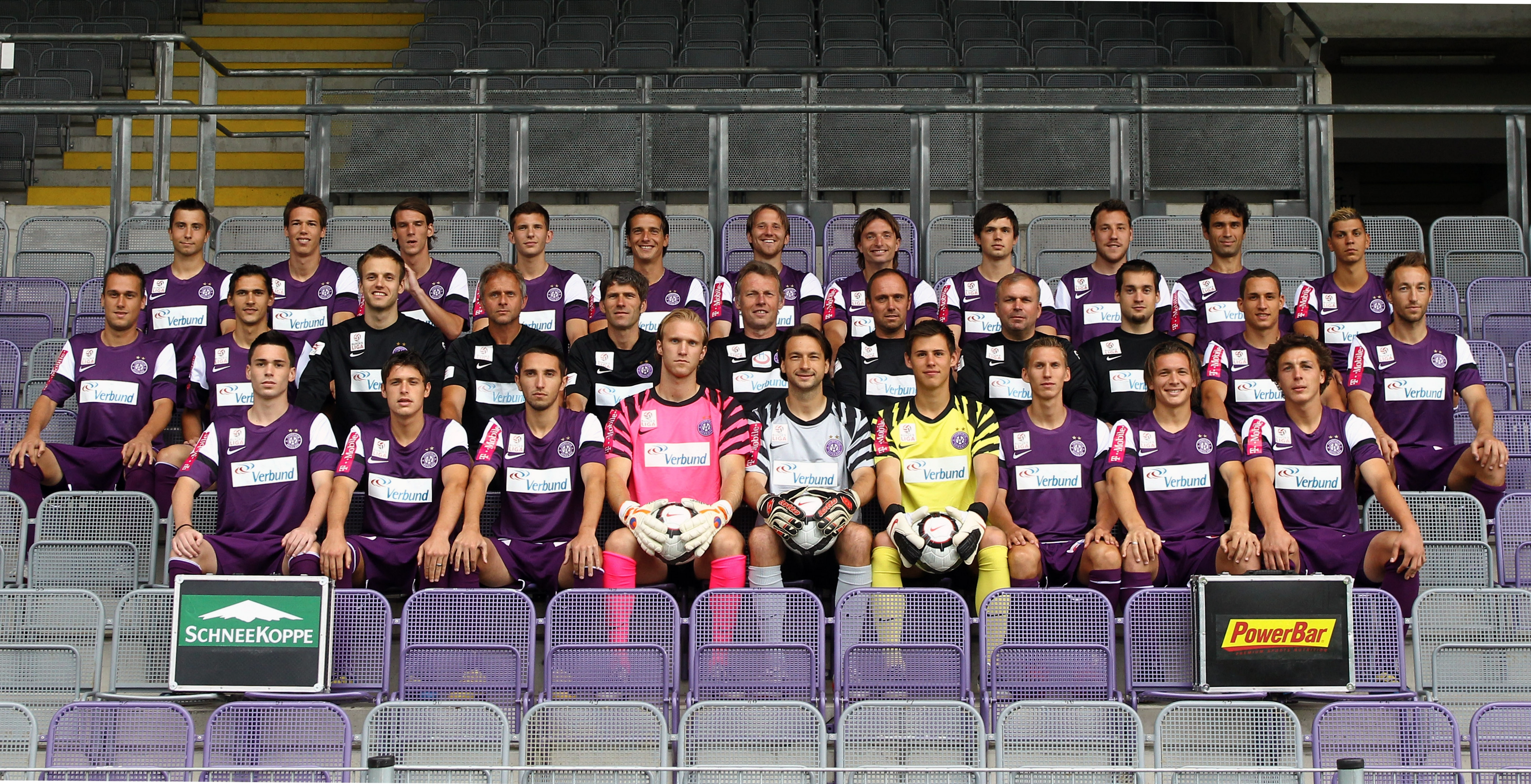
Poza de grup din sezonul 2010–2011

Începutul anilor '90 a reprezentat ultima perioadă de succes a echipei. Austria Viena a câștigat trei titluri de campioană (1991-1993), trei cupe ale Austriei (1990, 1992 și 1994) și patru supercupe (1991, 1992, 1993, 1994). După aceasta, clubul a decăzut din cauza problemelor financiare, iar prin urmare vânzarea unor jucători importanți.
Austria Viena a fost cumpărată de către miliardarul austriaco-canadian Frank Stronach în anul 1999. Acestea înreținea relații de afaceri cu producătorul de țigarete, Memphis, fapt ce a dus la schimbarea numelui în FK Austria Memphis Magna. Investițiile lui Stronach, cu un buget de trei ori mai mare decât media campionatului, a dus la câștigarea titlului în sezonul 2002–2003. Cu toate acestea. antrenorul Walter Schachner a fost demis. Înlocuitorul său, Christoph Daum, nu a putut păstra titlul de campioană, dar a câștigat Cupa Austriei.
În anul 2004, Memphis a fost scos din numele clubului. Austria Viena a ajuns în sezonul 2004-2005 în sferturile Cupei UEFA, unde a fost eliminată de Parma FC din Italia. La data de 21 noiembrie 2005, Frank Stonach a decis să se retragă din conducerea clubului. Drept urmare, mai mulți jucători precum golgheterul Roland Linz, Vladimír Janočko, Joey Didulica, Sigurd Rushfeldt, Filip Šebo sau Libor Sionko au fost vânduți în vara acelui an. Totuși, în sezonul următor echipa a reușit să facă eventul, câștigând campionatul și cupa totodată.
Pierderea unor jucător cheie, precum și un buget mult mai mic în sezonul 2006-2007 a dus la o nouă decădere a clubului. În ciuda unei înfrângeri cu 4–1 la general contra formației portugheze SL Benfica în preliminariile Ligii Campionilor, echipa a reușit să se califice (2-1 la general contra Legiei Varșovia) în faza grupelor a Cupei UEFA. Fostul jucător și antrenor Thomas Parits a devenit manager general. Acesta, după ce echipa a pierdut trei zile mai târziu cu 4-0 contra clubului Red Bull Salzburg, i-a demis pe antrenorii Peter Stöger și Frank Schinkels. Georg Zellhofer a fost înlocuitorul lor. În acel sezon echipa a terminat pe locul șase, în ciuda plasării pe ultimul loc în pauza competițională din iarnă.
Vara anului 2008 a adus multe schimbări. 12 jucători au părăsit clubul, alăturându-se noii echipe a lui Frank Stronach din Erste Liga. Contractul de colaborare dintre cele două cluburi a expirat, lăsând astfel clubul să se reorganizeze. La data de 1 iulie 2008 numele original FK Austria Viena a fost reinstaurat, pentru prima oară în 30 ani fără ca numele unui sponsor să fie inclus. Clubul l-a adus pe internaționalul chinez Sun Xiang, primul jucător chinez din Bundesliga. În sezonul 2012–2013, Austria Viena a câștigat al 24-lea titlu din istoria sa, dar a pierdut finala cupei cu 1–0 în fața echipei FC Pasching din Regionalliga.
În august 2013, Austria Viena s-a calificat pentru prima oară în grupele Ligii Campionilor după ce a învins în play-off formația croată Dinamo Zagreb. Adversarele echipei erau FC Porto, Atlético Madrid și Zenit Saint Petersburg. Austria Viena a terminat pe ultimul loc în grupă, pierzând acasă cu 1-0 cu FC Porto, remizând 0-0 împotriva lui Zenit în Sankt Petersburg pierzând de două ori cu Atlético și remizând la 1-1 Porto. Un meci de consolare a fost victoria cu 4-1 în fața celor de la Zenit la Viena pe Ernst-Happel-Stadion.

## Stadion

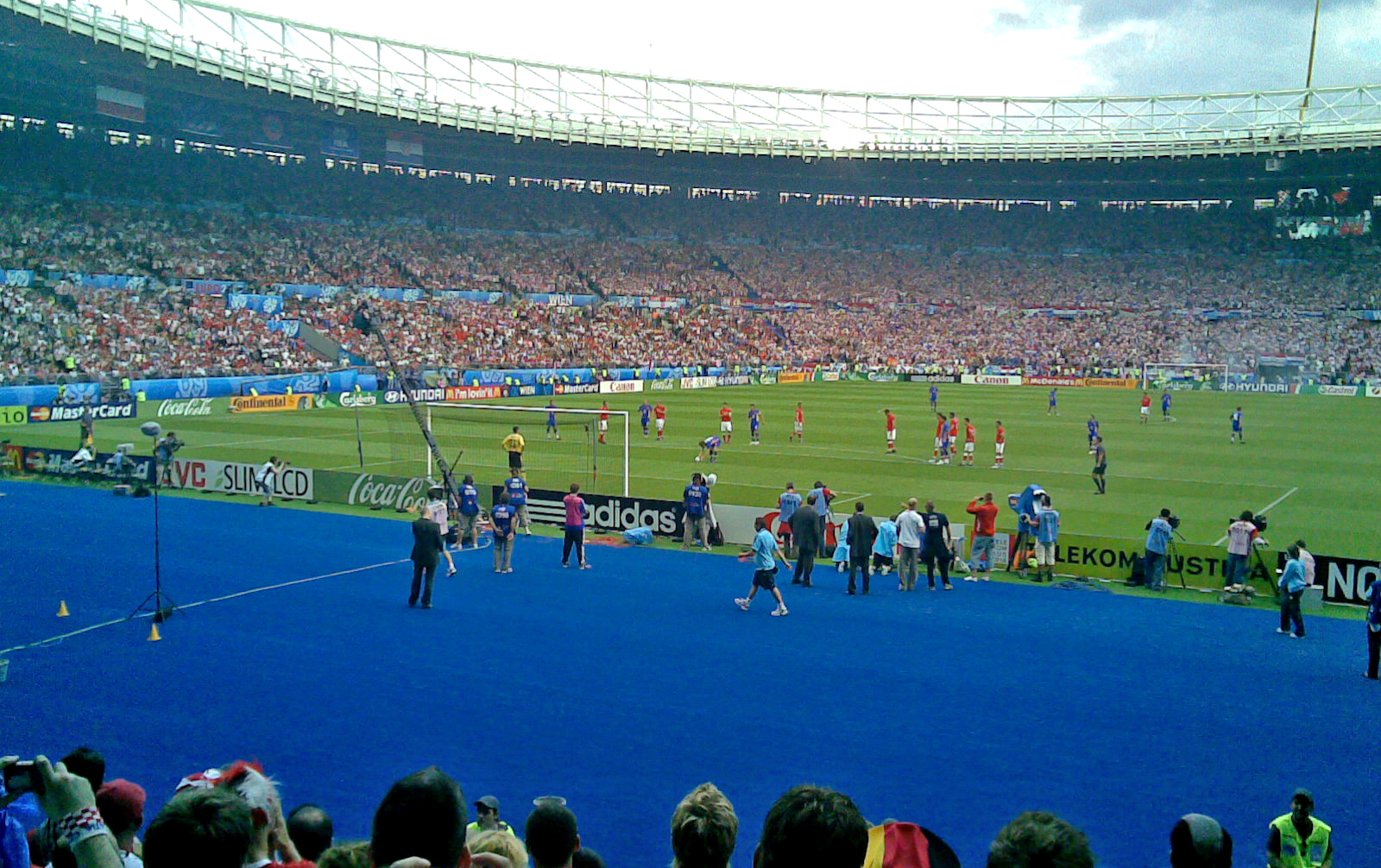
Ernst-Happel-Stadion

Generali Arrena este stadionul pe care își dispută FK Austria Viena meciurile de pe teren propriu începând cu anul 1973. Stadionul a fost construit în 1925 pentru clubul imigranților cehi, SK Slovan Viena, numindu-se la acea vreme České srdce ("Inimă cehă") și a avut o capacitate de 10.850 de locuri. Acesta a fost redenumit în anul 1974 Franz-Horr-Stadion în cinstea președintelui Federației Austriece de Fotbal, Franz Horr, care a murit în același an. Iar, din anul 2011 acesta a preluat numele Generali Arena din motive de sponzorizare, însă deoarece UEFA nu acceaptă aceste sponsorizări în meciurile internaționale acesta poartă în continuare numele Austria Arena.
Începând cu anul 2016, stadionul se află într-un proces de renovare. Modernizarea urmează să coste 42 de milioane de euro și va dură până în 2018. De-a lungul lucrărilor, Austria Viena folosește stadionul Ernst Happel.

## Derby-ul Vienei

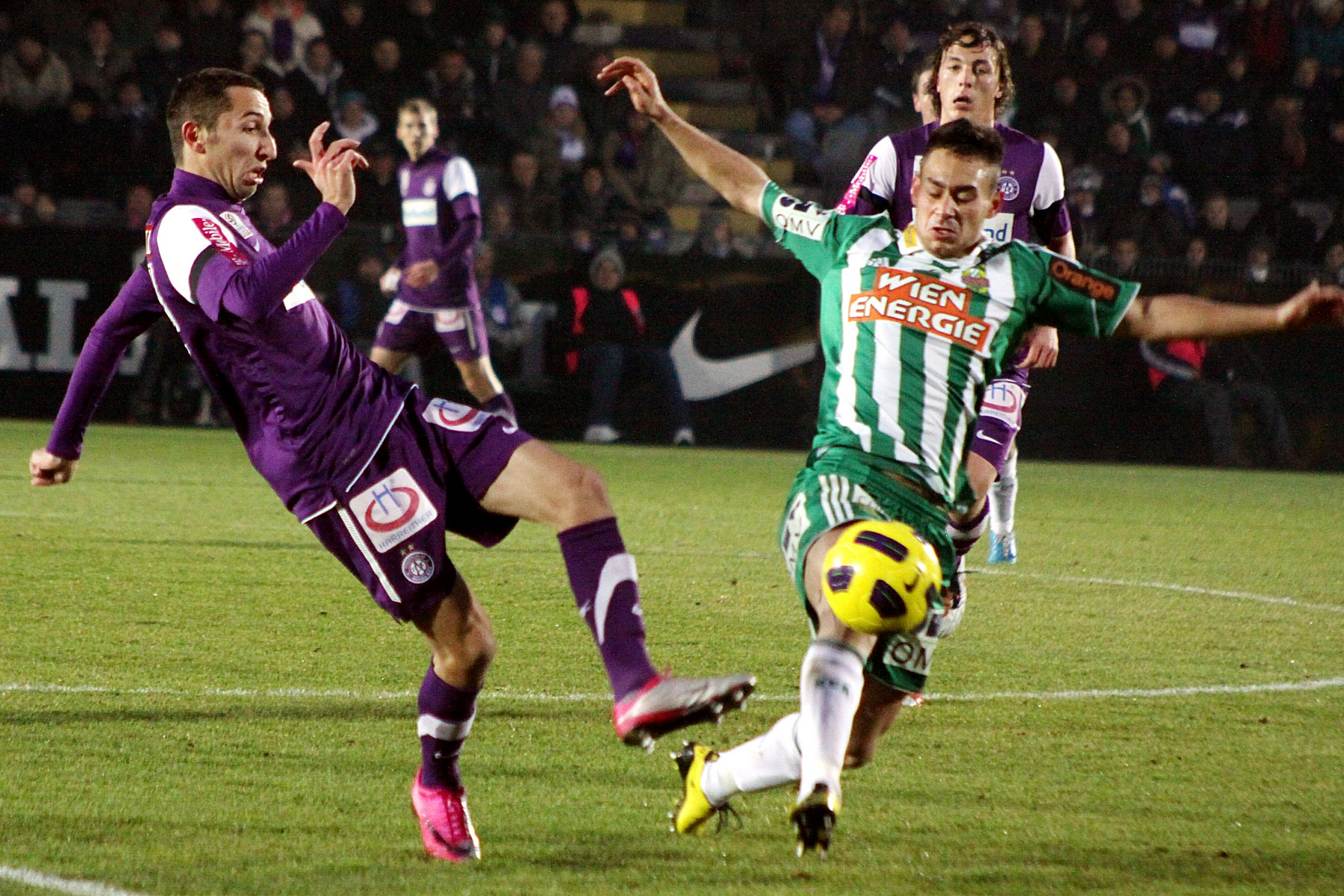
Un derby vienez din 2010.

FK Austria Viena dispută Derby-ul Vienei cu rivala locală Rapid Viena. Cele două cluburi sunt cele mai populare și titrate echipe din întreaga țară. Ambele își au originea în Hietzing, al 13-lea district din vestul Vienei, dar de atunci s-au mutat în districte diferite. În timp ce Austria Viena este văzut ca un club al clasei mijlocii, Rapid are în mod tradițional suportul clasei muncitorești. Cele două cluburi s-au întâlnit pentru prima oară la data de 8 septembrie 1911, meciul fiind câștigat cu scorul de 4–1 de Rapid. Acesta este cel mai jucat derby din fotbalul european după Old Firm din Glasgow, Scoția.
Până la începutul sezonului 2016-2017, avuseră loc 318 de meciuri. Rapid a obținut 132 de victorii în derby, în timp ce Austria a câștigat doar de 115 ori, iar 71 de meciuri s-au terminat la cor de egalitate.

## Palmares

### Național
- Bundesliga (24): 1924, 1926, 1949, 1950, 1953, 1961, 1962, 1963, 1969, 1970, 1976, 1978, 1979, 1980, 1981, 1984, 1985, 1986, 1991, 1992, 1993, 2003, 2006, 2013
- Cupa Austriei (27): 1921, 1924, 1925, 1926, 1933, 1935, 1936, 1948, 1949, 1960, 1962, 1963, 1967, 1971, 1974, 1977, 1980, 1982, 1986, 1990, 1992, 1994, 2003, 2005, 2006, 2007, 2009
- Supercupa Austriei (6): 1990, 1991, 1992, 1993, 2003, 2004
- Cupa Wiener (2): 1948, 1949

### Internațional
- Cupa Mitropa (2): 1933, 1936
- Cupa Cupelor
  - Finalistă (1): 1977-1978
- UEFA Europa League
  - Faza Grupelor (2): 2009-2010, 2011-2012

## Jucători importanți
- Joey Didulica
- Thomas Flögel
- Julio Morales
- Matthias Sindelar
- Ernst Ocwirk
- Saša Papac
- Herbert Prohaska
- Alfred Riedl
- Filip Šebo
- Libor Sionko
- Toni Polster
- Ivica Vastic
- Ernst Ocwirk
- Anton Pfeffer
- Walter Schachner
- Friedl Koniclia
- Rabiu Afolabi
- Mikael Antonsson
- Nastja Čeh
- Tosin Dosunmu
- Mons Ivar Mjelde
- Sebastian Mila
- Valdas Ivanauskas
- Arminas Narbekovas
- Erich Obermayer
- Andreas Ogris
- Sigurd Rushfeldt
- Ernst Stojaspal
- Djalminha
- Paul Scharner
- Tibor Nyilasi